# Чечевиця бонінська
Чечевиця бонінська (Carpodacus ferreorostris) — вимерлий вид горобцеподібних птахів родини в'юркових (Fringillidae). Зустрічався лише на японському острові Тітідзіма з архіпелагу Оґасавара, можливо мешкав і на дрібних навколишніх островах. Птах був виявлений у 1827 році. У цей час острів вже був заселений людьми, які привезли із собою кішок, собак, пацюків, кіз і свиней. Вже тоді птах був рідкісний і мешкав у віддалених районах. Описаний по 10 екземплярах. Експедиції 1853 та 1889 року не виявила птахів.